# Lassigny
Lassigny és un municipi francès, situat al departament de l'Oise i a la regió dels Alts de França. L'any 2007 tenia 1.357 habitants.

## Demografia

### Població
El 2007 la població de fet de Lassigny era de 1.357 persones. Hi havia 528 famílies de les quals 140 eren unipersonals (36 homes vivint sols i 104 dones vivint soles), 136 parelles sense fills, 204 parelles amb fills i 48 famílies monoparentals amb fills.
La població ha evolucionat segons el següent gràfic:
Habitants censats

### Habitatges
El 2007 hi havia 579 habitatges, 528 eren l'habitatge principal de la família, 19 eren segones residències i 32 estaven desocupats. 449 eren cases i 128 eren apartaments. Dels 528 habitatges principals, 338 estaven ocupats pels seus propietaris, 174 estaven llogats i ocupats pels llogaters i 16 estaven cedits a títol gratuït; 28 tenien una cambra, 39 en tenien dues, 83 en tenien tres, 134 en tenien quatre i 244 en tenien cinc o més. 418 habitatges disposaven pel capbaix d'una plaça de pàrquing. A 234 habitatges hi havia un automòbil i a 210 n'hi havia dos o més.

### Piràmide de població
La piràmide de població per edats i sexe el 2009 era:
| Homes | Edats   | Dones |
| ----- | ------- | ----- |
| 0     | 95 o +  | 0     |
| 4     | 90 a 94 | 4     |
| 12    | 85 a 89 | 28    |
| 4     | 80 a 84 | 12    |
| 8     | 75 a 79 | 28    |
| 24    | 70 a 74 | 16    |
| 32    | 65 a 69 | 32    |
| 8     | 60 a 64 | 12    |
| 40    | 55 a 59 | 28    |
| 36    | 50 a 54 | 24    |
| 48    | 45 a 49 | 48    |
| 33    | 40 a 44 | 52    |
| 60    | 35 a 39 | 57    |
| 36    | 30 a 34 | 48    |
| 52    | 25 a 29 | 32    |
| 24    | 20 a 24 | 44    |
| 84    | 15 a 19 | 60    |
| 60    | 10 a 14 | 52    |
| 28    | 5 a 9   | 44    |
| 36    | 0 a 4   | 36    |

## Economia
El 2007 la població en edat de treballar era de 898 persones, 677 eren actives i 221 eren inactives. De les 677 persones actives 603 estaven ocupades (328 homes i 275 dones) i 74 estaven aturades (31 homes i 43 dones). De les 221 persones inactives 57 estaven jubilades, 78 estaven estudiant i 86 estaven classificades com a «altres inactius».

### Ingressos
El 2009 a Lassigny hi havia 539 unitats fiscals que integraven 1.393 persones, la mediana anual d'ingressos fiscals per persona era de 17.538 €.

### Activitats econòmiques
Dels 56 establiments que hi havia el 2007, 2 eren d'empreses alimentàries, 6 d'empreses de fabricació d'altres productes industrials, 8 d'empreses de construcció, 10 d'empreses de comerç i reparació d'automòbils, 5 d'empreses de transport, 3 d'empreses d'hostatgeria i restauració, 1 d'una empresa d'informació i comunicació, 2 d'empreses financeres, 2 d'empreses de serveis, 11 d'entitats de l'administració pública i 6 d'empreses classificades com a «altres activitats de serveis».
Dels 18 establiments de servei als particulars que hi havia el 2009, 1 era una oficina d'administració d'Hisenda pública, 1 gendarmeria, 1 oficina de correu, 2 oficines bancàries, 2 tallers de reparació d'automòbils i de material agrícola, 2 autoescoles, 2 paletes, 1 guixaire pintor, 2 fusteries, 1 electricista, 1 empresa de construcció i 2 perruqueries.
Dels 5 establiments comercials que hi havia el 2009, 1 era una gran superfície de material de bricolatge, 1 una botiga de menys de 120 m², 2 carnisseries i 1 una joieria.
L'any 2000 a Lassigny hi havia 12 explotacions agrícoles que ocupaven un total de 702 hectàrees.

## Equipaments sanitaris i escolars
L'únic equipament sanitari que hi havia el 2009 era una farmàcia.
El 2009 hi havia 1 escola maternal i 1 escola elemental. Lassigny disposava d'un col·legi d'educació secundària amb 368 alumnes.

## Poblacions més properes
El següent diagrama mostra les poblacions més properes.